# Jacques Sylla
Jacques Sylla (* 22. Juli 1946 auf der Insel Sainte Marie; † 26. Dezember 2009 in Antananarivo) war Premierminister von Madagaskar.

## Leben
Jacques Sylla war der Sohn des ehemaligen Außenministers Madagaskars Albert Sylla, der in den 1960er Jahren unter dem damaligen Präsidenten Philibert Tsiranana wirkte. Er selber war studierter Wirtschaftsanwalt und besaß die madagassische sowie französische Staatsbürgerschaft.
Jacques Sylla bekleidete das Amt des Ministerpräsidenten von Februar 2002 bis Januar 2007 unter Präsident Marc Ravalomanana. Er war in der Regierung unter Albert Zafy von 1993 bis 1996 bereits Außenminister. Nach der Krise 2002 in Madagaskar konnte er ein Jahr später eine Gruppe von Geldgebern („Die Freunde Madagaskars“) motivieren, mit seiner Regierung in Verhandlungen zu gehen. Diese Gruppe bestand vorwiegend aus Weltbank, EU und dem UN-Entwicklungsprogramm. Am 19. Januar 2007 trat er vom Amt des Ministerpräsidenten zurück. Sein Nachfolger wurde Charles Rabemananjara.
Von 2007 bis 2009 bekleidete er das Amt des Präsidenten der Nationalversammlung von Madagaskar.